# Anolis nubilus
Anolis nubilus е вид влечуго от семейство Dactyloidae. Видът не е застрашен от изчезване.

## Разпространение и местообитание
Разпространен е в Антигуа и Барбуда.
Обитава склонове и храсталаци.

## Описание
Популацията на вида е стабилна.